# Más allá de la duda (película de 1956)
Más allá de la duda (Beyond a Reasonable Doubt) es una película estadounidense de 1956 con guion de Douglas Morrow (1913 - 1994), dirección de Fritz Lang y actuación de Dana Andrews y Joan Fontaine. 

## Sinopsis
Un editor de diarios quiere demostrar que es poca la eficiencia de las pruebas circunstanciales y habla con su yerno Tom Garrett (Dana Andrews) para que le ayude a demostrar la ineptitud del fiscal general de la ciudad. El plan es dirigir una serie de pruebas que incriminen a Tom hacia el asesinato de una bailarina de club nocturno. Una vez se encuentre a Tom culpable, su futuro suegro intentará humillar al fiscal. Tom acepta el plan, pero las cosas comienzan a complicarse cuando los hechos que ocurren después le ponen como único culpable y al borde de la silla eléctrica.

## Reparto
| Actor                | Role                                    |
| -------------------- | --------------------------------------- |
| Dana Andrews         | Tom Garrett                             |
| Joan Fontaine        | Susan Spencer                           |
| Sidney Blackmer      | Austin Spencer                          |
| Arthur Franz         | Bob Hale                                |
| Philip Bourneuf      | Fiscal general Roy Thompson             |
| Ed Binns             | Teniente Kennedy                        |
| Shepperd Strudwick   | Jonathan Wilson                         |
| Robin Raymond        | Terry Larue                             |
| Barbara Nichols      | Dolly Moore                             |
| William F. Leicester | Charlie Miller (como William Leicester) |
| Dan Seymour          | Greco                                   |
| Rusty Lane           | Juez                                    |
| Joyce Taylor         | Joan Williams                           |
| Carleton Young       | Allan Kirk                              |

## Versión posterior
En el año 2009 se realizó una versión con el mismo título (Beyond a Reasonable Doubt) dirigida por Peter Hyams y con Michael Douglas, Amber Tamblyn y Jesse Metcalfe como actores principales.